# オレゴラッソ
『オレゴラッソ』は、馬上鷹将による日本の漫画。『週刊少年ジャンプ』（集英社）にて、2016年52号から2017年13号まで連載された。単行本は全2巻。

## ストーリー
成陽高校の幡場正巳はテコンドーのジュニアチャンピオンだったが、乱闘事件を起こして3年間の出場停止処分を受ける。目標を失った中、ひょんなことから花森真琴に誘われてサッカー部の入部テストを受けることになり、早々に素人であることが露見するも、これまで培ってきたキック力を生かしてゴールを奪ってみせる。晴れて入部が認められた幡場だったが、キャプテンの司馬恭介からは基礎技術のない者が、試合で起用されることはないと宣言される。
そんな中、天才と称する市野一春と出会うと、部のレギュラーDF陣を相手に「勝てば試合起用」という条件で3対3の勝負を挑むことになる。幡場は司馬に動きを封じられるものの、彼から競り合いのコツを伝授されると、市野のクロスから得点を決め、試合出場が認められる。成陽高校は強豪の白澤高校との練習試合に挑むと、相手にボールを支配され苦戦するも、後半から投入された幡場が持ち前の身体能力の高さを生かしてカウンター攻撃の起点となり、終了間際に彼がアクロバティックな体勢から決勝点を決め勝利に導く。
高校卒業後、プロサッカー選手となった幡場はリーガ・エスパニョーラのアトレティコ・マドリードへ移籍。かつての仲間が見守る中、リーグ開幕戦を迎える場面で物語は終わる。

## 登場人物

### 成陽高校
幡場 正巳（ばんば まさみ）
高校1年生。ポジションはフォワード。
元テコンドー全日本ジュニアチャンピオン。花森に誘われてサッカーを始める。素人のため足元のボールコントロールは苦手だが、身体能力の高さを生かしたアクロバティックなシュートを得意とする。実家は神社。持ち前のキック力で木をなぎ倒したこともある。
花森 真琴（はなもり まこと）
高校1年生。サッカー部のマネージャーで、街の少年サッカークラブのOG。
幡場をテコンドーの選手とは知らず、サッカー経験者と勘違いしてサッカー部に誘う。
市野 一春（いちの いちはる）
高校1年生。ポジションはミッドフィールダー。元U-12日本代表。
足元の柔軟なテクニックが持ち味。天才と称されていたがアンダー年代の代表に招集される機会は減り、所属クラブでもユースへの昇格は叶わなかった。幡場の資質を見込んで、パスを供給する。
司馬 恭介（しば きょうすけ）
高校3年生。サッカー部のキャプテン。ポジションはディフェンダー。
屈強な身体を生かしたプレーが特徴。強面の風貌で後輩から恐れられてる。
朝比奈（あさひな）
高校3年生。サッカー部の副キャプテン。花森と同じ少年サッカークラブの出身。

### その他
浦西 純平（うらにし じゅんぺい）
白澤高校のキャプテン。ポジションはディフェンダー。
正確なフィードで後方からゲームを組み立てる。成陽高校とは新人戦で対戦しており、司馬をライバル視している。

## 書誌情報
- 馬上鷹将『オレゴラッソ』 集英社〈ジャンプ・コミックス〉、全2巻
  1. 2017年4月4日発売[集 1] ISBN 978-4-08-881099-7
  2. 2017年5月2日発売[集 2] ISBN 978-4-08-881108-6